# 执政官 (中世纪意大利)
执政官（義大利語：Podestà）是中世纪晚期意大利北部和中部城邦政府中的最高民事官，直到1918年该词奥地利帝国意大利语区的市政长官。法西斯掌权时期该词再次获得使用。目前，瑞士格劳宾登州仍然以该词作为市长的头衔。